# Burträsk
Burträsk – miejscowość (tätort) w Szwecji, w regionie administracyjnym (län) Västerbotten, w gminie Skellefteå.
Według danych Szwedzkiego Urzędu Statystycznego liczba ludności wyniosła: 1573 (31 grudnia 2015), 1631 (31 grudnia 2018) i 1606 (31 grudnia 2019).